# 방글라데시군

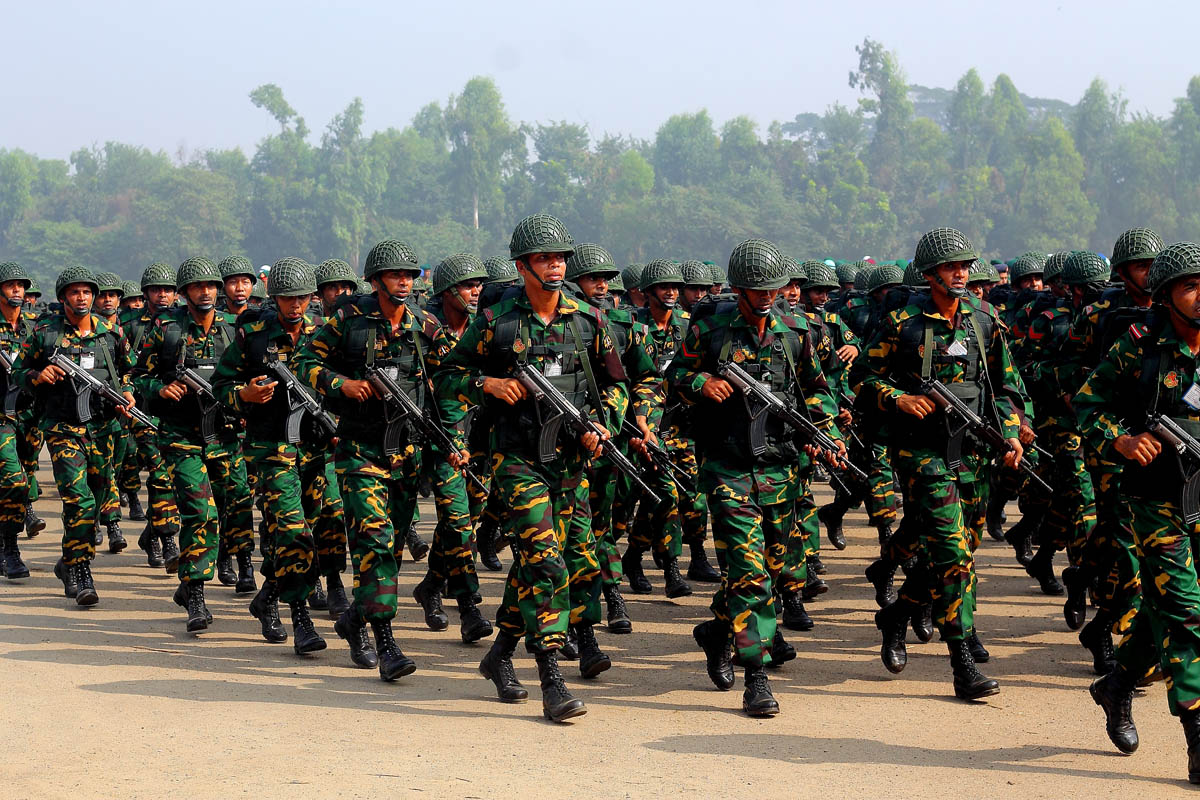
2011년 승리의 날 퍼레이드 동안 방글라데시군

방글라데시군(벵골어: বাংলাদেশ সশস্ত্র বাহিনী)은 방글라데시의 연합 군대이다. 방글라데시 육군, 방글라데시 해군, 방글라데시 공군의 3개의 군복으로 구성되어 있다. 국군은 방글라데시 정부 국방부 소관이며, 총리실의 국군 사단이 직접 관리한다. 방글라데시의 대통령은 방글라데시군의 총사령관 역할을 한다. 남아시아에서 세 번째로 많은 국방 예산을 가지고 있고, 글로벌 화력 지수에 따르면 남아시아에서 세 번째로 가장 강력한 군대이다. 국경 경비대 방글라데시와 방글라데시 해안경비대는 평시에는 내무부 소관이지만, 전시에는 각각 방글라데시 육군과 방글라데시 해군의 지휘하에 속한다.
국방부가 국군에 대한 어떠한 운영적인 또는 정책적인 권한을 행사하지 않는 반면, 군사 정책은 국군 사단(AFD)에 의해 입안되고 집행된다. 독립 이후, AFD와 국방부는 수상에 의해 이끌어 왔다. 외교 및 정보 정책과 군사 정책을 조정하기 위해, 대통령과 수상은 모두 3개의 군 참모총장, 국군 사단의 최고 참모 장교, 그리고 군 비서들로 구성된 6명의 자문 위원회에 의해 대통령과 수상에게 조언을 받는다. NSI, DGFI 및 BGB의 국장 또한 초청될 때, 자문 역할을 한다.
국군의 날은 11월 21일에 기념되며 방글라데시 독립 전쟁 중 파키스탄 점령군에 대항한 합동 작전을 개시한 국군의 세 가지 서비스의 창설을 기념한다. 공식적인 기능은 방가바반, 다카 숙영의 국군 사단 본부, 모든 군사 숙열 및 전국의 모든 군사 시설을 포함하여 전국에서 열린다.

## 역사

### 방글라데시 독립 전쟁

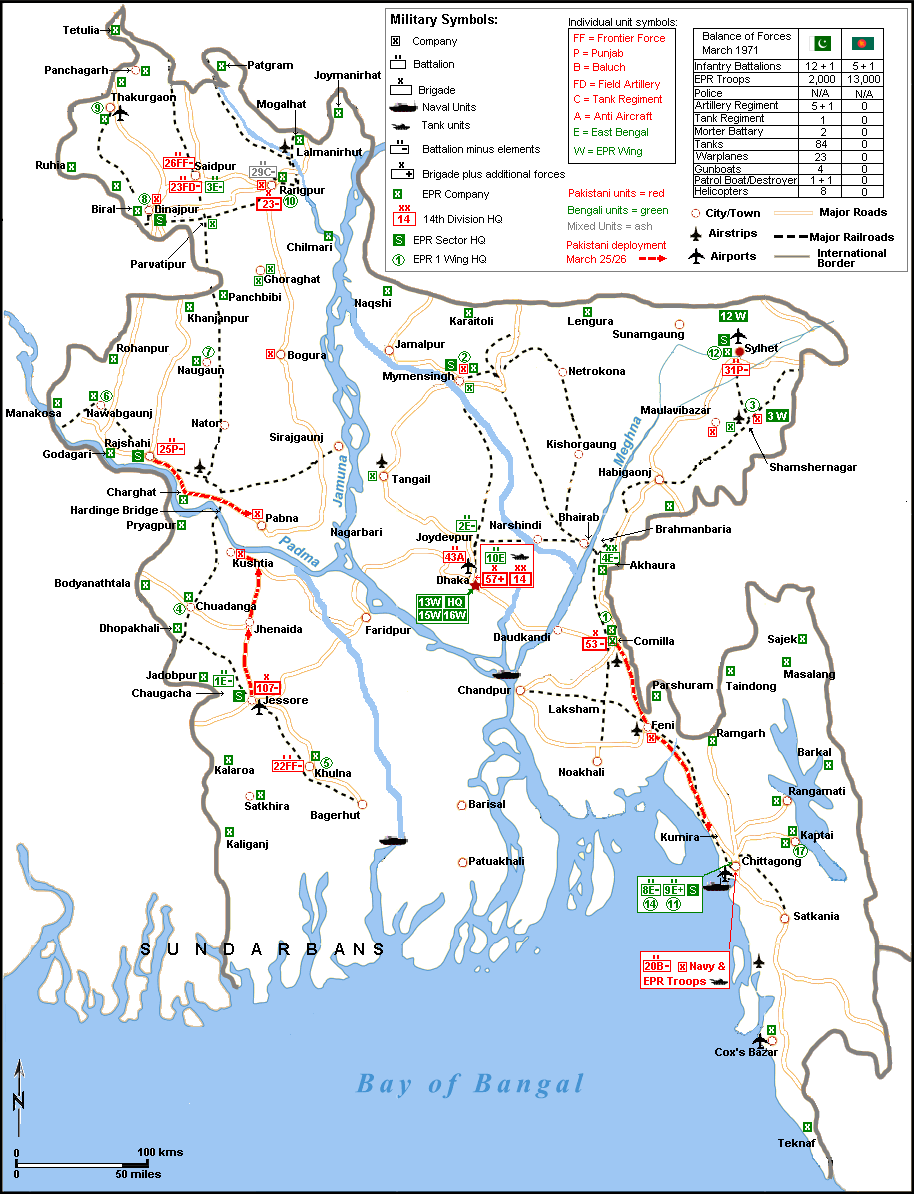
1971년 3월 벵골 및 파키스탄 군부대 위치

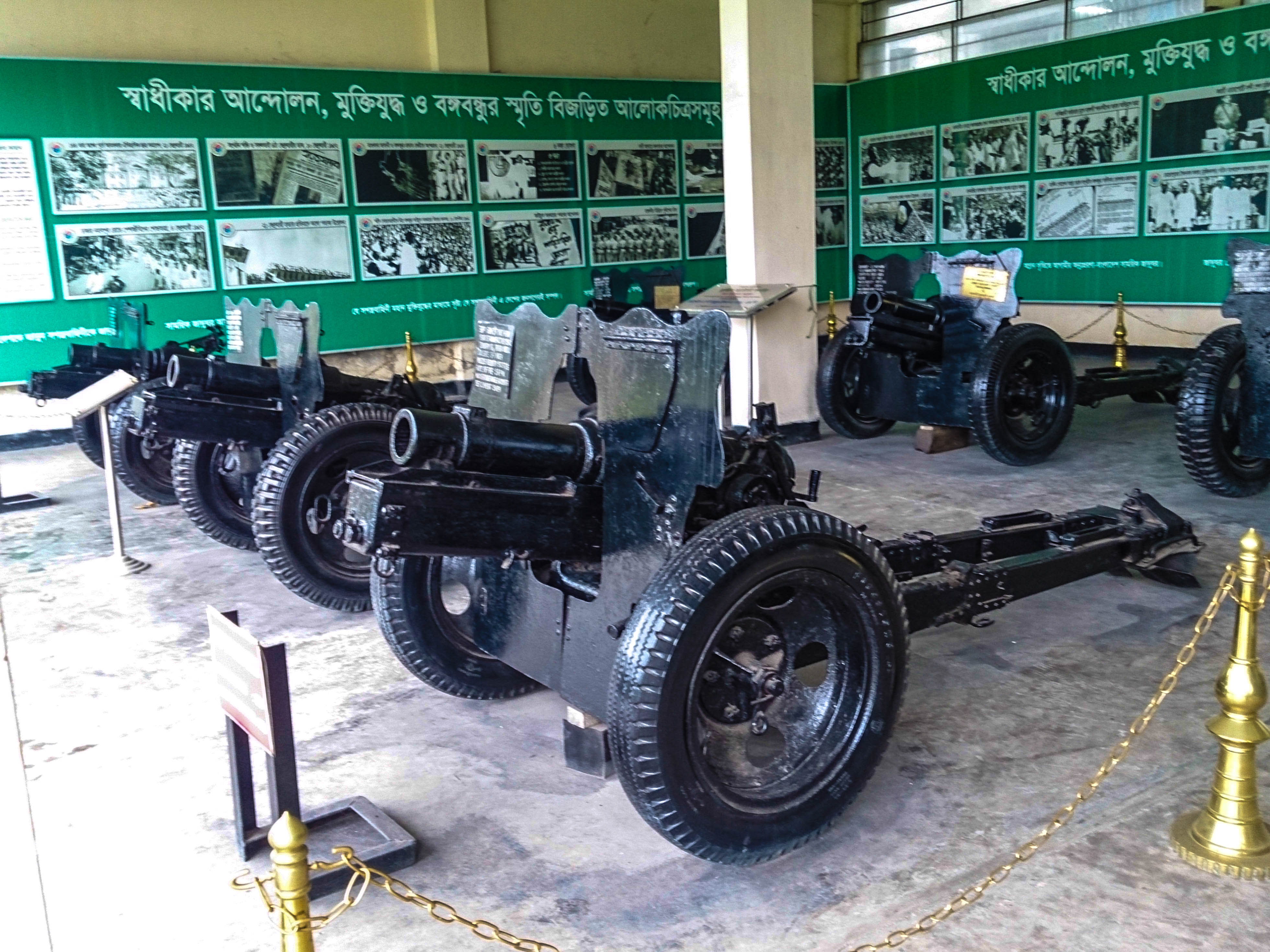
무크티 바히니가 사용한 QF 3.7인치 산포

1970년 선거에서 아와미 연맹의 승리 이후, 당시 대통령이었던 야히아 칸은 지도자 셰이크 무지부르 라흐만을 총리로 임명하는 것을 거부했고, 파키스탄군을 이용하여 동파키스탄의 시민들에게 서치라이트 작전이라는 잔혹한 공격을 시작했다. 파키스탄군에 의해 사망한 사람들의 수는 최소 약 30만 명에서 최대 약 300만 명까지 다양하다. 무지부르의 반란 요구에 대응하여, 많은 학생들, 노동자들, 그리고 다른 시민들이 파키스탄에 반란을 일으켰고 게릴라군인 무크티 바히니를 일으켰다. 이후, 파키스탄 육군과 동파키스탄 소총대의 많은 벵골인 장교들과 부대들이 서파키스탄의 동료들에 반란을 일으켰고 무크티 바히니에 합류했다. 1971년 4월 17일, 무함마드 아툴 가니 오스마니가 무크티 바히니의 총사령관으로 선서하였다. 전쟁이 격렬하게 진행되는 동안 잘 훈련된 무장세력의 필요성이 항상 느껴졌다. 1971년 7월 11일부터 17일까지 열린 제1차 방글라데시 부문 지휘자 회의에서 방글라데시군은 파키스탄 육군과 EPR의 반란군 벵골인 대원들로 구성된 여정을 시작했다. 이 역사적인 회의에서 야전 지휘구조, 부문 재편성, 강화, 야전 지휘자 임명 및 전쟁 전술 등이 결정되고 수행되었다. 1971년 11월 21일, 방글라데시군은 방글라데시 육군, 방글라데시 해군 및 방글라데시 공군으로 세 개의 분리된 복무로 분리되었다.
방글라데시군은 전쟁이 시작된 직후 인도 정부로부터 약간의 지원을 받았다. 1971년 12월 3일, 인도-파키스탄 전쟁이 발발하여 인도군은 방글라데시군과 연합하여 방글라데시에 진입하였다. 1971년 12월 16일, 방글라데시의 파키스탄군은 인도군과 방글라데시군의 합동군에 항복하였다.

### 독립 이후
새롭게 형성된 방글라데시군은 무크티 바히니의 부대와 게릴라들을 포함시켰다. 무크티 바히니를 이끌었던 오스마니 장군은 방글라데시군의 장군으로 임명되었다. 수 년 동안 파키스탄군에서 계속 복무했거나 서파키스탄에 구금된 벵골인 장교들에 대해 무크티 바히니 출신의 피인수인들을 지지하는 적극적인 차별이 있었다. 분노한 한 무리의 장교들이 1975년 8월 15일, 셰이크 무지부르 라흐만 대통령 암살하였고 정치인 콘다케르 모스타크 아흐마드가 방글라데시의 대통령이자 새로운 육군 참모총장 지아우르 라만 소령으로 정권을 수립하였다. 무지부르의 암살자들이 11월 3일, 친무지부르 준장 칼레드 모샤라프에 의해 전복되었고, 그 자신은 11월 7일 지아우르 라만을 현재의 군인과 인민의 쿠데타이라고 불리는 사건에 권력을 쥐도록 돌려준 아부 타헤르 대령의 사회주의 장교 집단에 의해 곧 전복되었다. 지아우르 라만의 대통령 임기 하에, 군대는 라이벌 파벌들과 불만 있는 간부들 사이의 갈등을 제거하기 위해 조직되었다. 그러나 지아우르 라만은 1981년 쿠데타 시도로 스스로 전복되었고, 1년 후, 후세인 무함마드 에르샤드 중장이 압두스 사타르 대통령의 선출된 정부로부터 권력을 잡았다. 군대는 지아우르 라만과 후에 후세인 무함마드 에르샤드 정권 하에서 1991년 민주주의가 회복될 때까지 국가 정치에서 가장 중요한 세력으로 남아 있었다.

### 현대

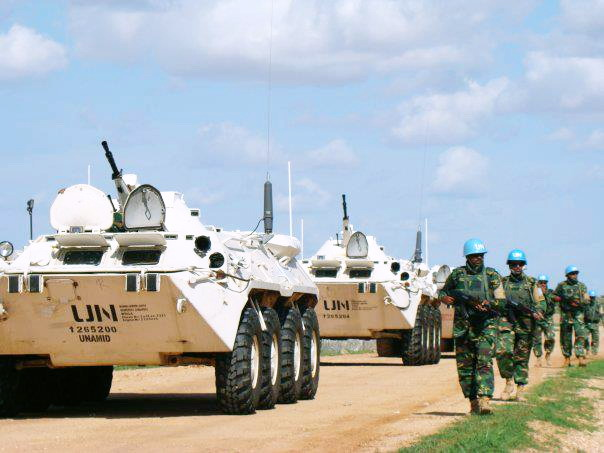
수단 다르푸르의 방글라데시 평화유지군

군사 원조를 위해 인도와 소련에 주로 의존했던 방글라데시는 중화인민공화국, 미국과도 군사적 유대를 발전시켜왔다. 방글라데시 육군은 유엔 평화 지원 작전(UNPSO)에 적극적으로 참여해왔다. 1991년 제1차 걸프 전쟁 동안, 방글라데시 육군은 사우디아라비아와 쿠웨이트의 평화를 감시하기 위해 2,193명의 멤버 팀을 보냈다. 방글라데시 육군은 또한 나미비아, 캄보디아, 소말리아, 우간다, 르완다, 모잠비크, 유고슬라비아, 라이베리아, 아이티, 타지키스탄, 서사하라, 시에라리온, 코소보, 조지아, 동티모르, 콩고 민주 공화국, 코트디부아르, 에티오피아 등에서 평화 유지 활동에 참여했다. 2008년 10월 현재, 방글라데시는 유엔 평화유지군에 9,800명의 병력으로 두 번째로 큰 기여국으로 남아있다.
1997년 평화 협정이 체결되기 전까지 방글라데시 군부는 치타공 구릉지대에서 샨티 바히니 분리주의 집단과 싸우는 반내란 작전을 펼쳤다. 2001년 방글라데시 군부는 북부 국경을 따라 인도 국경경비대(BSF)와 충돌을 벌였다.
방글라데시군의 확장과 현대화를 목표로 하는 여러 프로젝트와 계획이 칼레다 지아 전 총리 정부에 의해 시작되었다.
군대 목표 2030은 방글라데시군을 위한 새로운 장비를 확보하기 위해 셰이크 하시나 총리 정부에 의해 시작되었다.

### 방글라데시-미얀마 국경
1991년과 2008년을 포함하여, 방글라데시-미얀마 국경에서 대치 상황이 때때로 발생했다. 대치 상황의 대부분은 미얀마가 로힝야족을 방글라데시로 강제로 진입시키려고 시도했을 때 발생했다. 2008년, 미얀마가 석유와 가스를 얻기 위해 분쟁 중인 벵골만 해저를 탐사하려고 시도한 후, 양국은 군함을 배치했다. 그 분쟁은 2012년 국제 재판소에서 해결되었다. 방글라데시와 미얀마는 그 국경에서 반난민 작전도 수행했다.

## 현재 배포

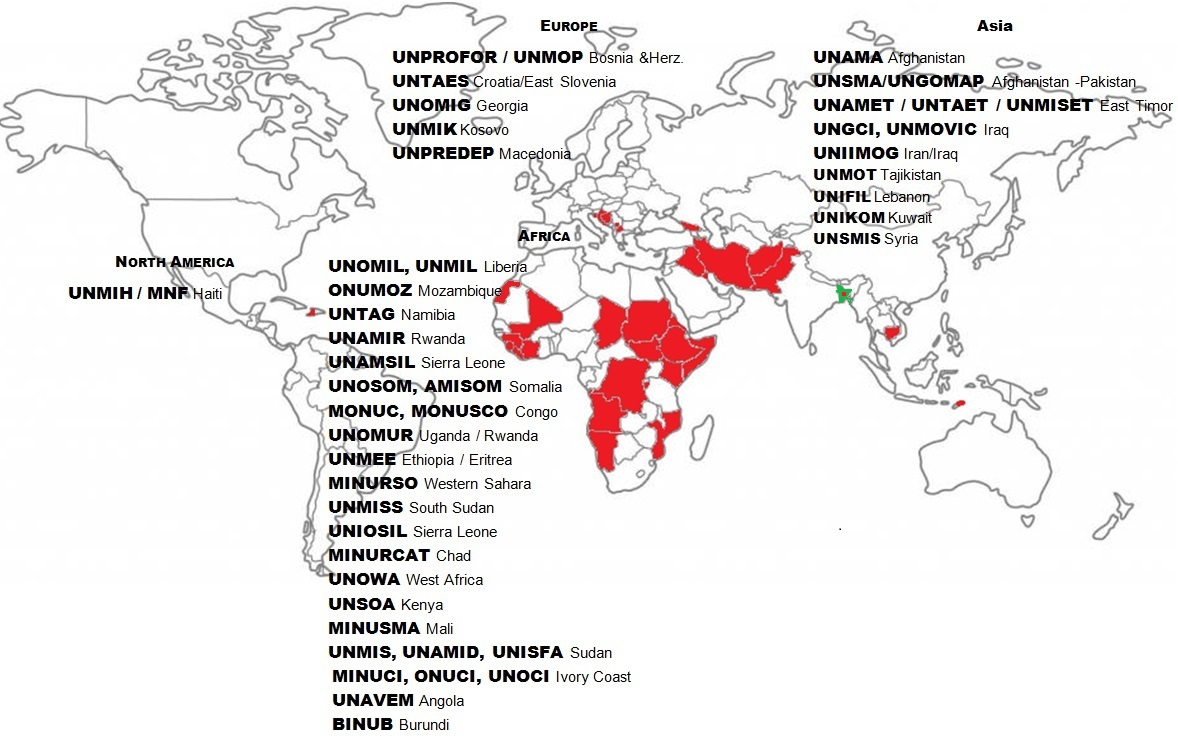
방글라데시 군사 유엔 평화유지군 지도

방글라데시는 지속적으로 유엔 평화유지활동에 많은 기여를 하였다. 2007년 5월, 현재 방글라데시는 콩고 민주 공화국, 라이베리아, 레바논, 수단, 동티모르, 코트디부아르에 주요 배치를 하였다. 10,736명의 병력이 배치되어 유엔 평화유지를 위한 인력 기여도 1위를 차지하고 있다. 정부는 미국의 요청으로 이라크 참여를 거부하였다. 라이베리아로의 배치는 2003년 10월에 시작되어 평화유지, 자선활동, 인프라 개발에 참여하고 있는 약 3,200명의 수준에 머물고 있다.